# Ligúria

Mapa administratiu de la regió de la Ligúria amb les seves províncies

La Ligúria (en lígur: Ligûria) és una regió de la costa del nord-oest de la península Itàlica.
Administrativament, és una regió de la República Italiana que fa frontera amb la Provença a l'oest, el Piemont al nord, i l'Emília-Romanya i la Toscana a l'est. La componen les províncies d'Imperia, La Spezia i Savona, i la ciutat metropolitana de Gènova. La capital n'és Gènova.
La Val Ròia, a l'extrem nord-oest de l'actual regió administrativa de Ligúria, pertany culturalment a Occitània, puix hi ha localitats en què es parla occità, segons la llei italiana número 482 del 1999 sobre les minories lingüístiques.

## Orografia
Constitueix una regió marítima que s'allarga entre la Provença, a l'oest, i la Toscana, a l'est, formada per una estreta faixa costanera que voreja la mar Lígur. Els últims contraforts dels Alps Marítims i les primeres serralades dels Apenins l'envolten i formen un arc en forma d'amfiteatre, alhora que la separen de l'alta vall del Po i de la mitjana. El sector alpí ofereix els relleus més alts (mont Saccarello, 2.200 m), mentre que en el sector apenínic els relleus són més suaus. Protegida per les muntanyes, la Ligúria gaudeix d'un clima suau i temperat, sobretot a la faixa costanera (Gènova, 6,5 °C de temperatura mitjana al gener i 23,7 °C al juliol). A l'interior, l'altitud fa els hiverns més rigorosos. Els rius són curts i de règim torrencial; només en destaquen el Magra i la Roia.

## Població
És una de les regions més poblades d'Itàlia, amb una densitat molt superior a la mitjana del país (289 hab/km²; i 197 hab/km²; respectivament el 2011). La seva població, però, és molt desigualment repartida; es concentra principalment a la costa, on solament la ciutat de Gènova agrupa el 43,8% del total.

## Economia
El caràcter muntanyós de la regió no hi ha afavorit gaire l'activitat agrícola, la qual a l'interior va en regressió i en decadència, bé que a la costa s'ha especialitzat en conreus intensius d'hortalisses, fruiters i flors. La pesca, activitat tradicional, avui hi té poca importància. La principal riquesa de la Ligúria és la indústria i el comerç, que tenen com a base els ports de Gènova, Savona i La Spezia. Les indústries principals són les metal·lúrgiques i siderúrgiques, les construccions navals, les de refinatge de petroli, les mecàniques, les químiques —que han tingut un gran impuls en els últims anys— i les alimentàries. L'activitat turística, afavorida per les excel·lents condicions climàtiques, és també important.

## Història
Fou habitada en època antiga per pobles lígurs, que adquiriren la ciutadania romana (segle i aC). Les invasions bàrbares no l'afectaren greument, i el 553 fou ocupada per l'Imperi Romà d'Orient. Serà dominada successivament pels llombards (641) i pels francs (774), passà a dependre del Sacre Imperi romanogermànic, bé que el poder es disgregà en mans dels senyors laics o eclesiàstics. Devastada per incursions sarraïnes (ss VIII-X), les croades i la represa del tràfic marítim permeteren el desenvolupament de la regió i l'aparició de comuns autònoms (Gènova, Savona, Noli, etc.), però Gènova s'esforçà a unificar-la sota el seu domini (República de Gènova).
La política lígur oscil·là entre els grans poders veïns (l'imperi, els senyors de Milà, França i, després, Espanya i Àustria), i mantingué la independència, llevat de breus períodes de dominació estrangera durant la Revolució Francesa, quan es va transformar en la República Lígur i el Primer Imperi Francès, que l'absorbí fins al 1814, fins a entrar a formar part del Regne de Sardenya-Piemont (1815).